# Vo Slavu Velikim!
Albums de Arkona
Lepta (Лепта)
(2004) Zhizn Vo Slavu (Жизнь во славу)
(2006)
Vo Slavu Velikim! (Во славу Великим!) est le troisième album du groupe russe de folk metal Arkona. Il est sorti le 28 septembre 2005, chezSound Age Production.

## Liste des titres
1. "Intro (Kolymiyka)" – 1:31
2. "Skvoz Tuman Vekov" (Through the Mist of Ages) – 5:10
3. "Rus Iznachalnaya" (Primordial Rus) – 5:43
4. "Vo Slavu Velikim!" (For Glory of the Great) – 5:37
5. "Po Syroi Zemle" (On the Moist Earth) – 7:39
6. "Tuman Yarom" – 2:50
7. "Zov Bitvy" (Call of the Battle) – 4:08
8. "Vedy Proshlovo" (Vedas of the Past) – 5:21
9. "Velikden" (Great Day) – 00:56
10. "Gnev Vremen" (The Wrath of Times) – 5:11
11. "Na Svarogovoi Doroge" (On a Svarog's Road) – 5:09
12. "Vyidi, Vyidi Ivanku..." – 1:12
13. "Vosstaniye Roda" (Rod's Uprising) – 5:27
14. "Sila Slavnykh" (By Virtue of the Glorious) – 5:32

Le titre n° 6 est une chanson folklorique Ukrainienne
Le titre n° 12 est une chanson folklorique russe.

### Liste des titres originale (en russe)
1. "Интро (Коломийка)"
2. "Сквозь туман веков"
3. "Русь изначальная"
4. "Во славу великим!"
5. "По сырой земле"
6. "Туман Яром"
7. "Зов битвы"
8. "Веды прошлого"
9. "Великдень"
10. "Гнев времен"
11. "На Свароговой дороге"
12. "Выйди, выйди Иванку..."
13. "Восстание Рода"
14. "Сила Славных"

## Crédits
- Masha "Scream" – voix, chœurs, claviers, guitare acoustique
- Sergei "Lazar" – guitares, voix, chœurs
- Ruslan "Kniaz" – basse
- Vlad "Artist" – batterie, percussions

### Musiciens supplémentaires
- Vladimir Cherepovsky - divers instruments folkloriques
- Ilya "Wolfenhirt" - voix, chœurs
- Igor "Hurry" – accordéon
- Andrey Karasev – violon